# Flyan, Korpo
Flyan är klippor i Finland.   De ligger i kommunen Pargas i landskapet Egentliga Finland, i den södra delen av landet, 190 km väster om huvudstaden Helsingfors.
I södra Åboland finns flera grund som heter något på fly-, bland dem Håkonskärs flyen, Flyorna och Klöverharu flyen. Namnen antas ha ett samband med ordet flyta. Olof Rudbeck d.ä. uppgav år 1698 att "De Flotholmarna som liggia och simma uti Insiögar, kallas Fly". 